# Драгунское сельское поселение
Драгу́нское се́льское поселе́ние — муниципальное образование в Ивнянском районе Белгородской области.
Административный центр — село Драгунка.

## История
Драгунское сельское поселение образовано 20 декабря 2004 года в соответствии с Законом Белгородской области № 159.

## Население
| 2010 | 2011 | 2012 | 2013 | 2014 | 2015 | 2016 | 2017 | 2018 |
| ---- | ---- | ---- | ---- | ---- | ---- | ---- | ---- | ---- |
| 578  | ↘577 | ↘552 | ↘534 | ↘533 | ↘512 | ↘502 | ↘490 | ↘472 |
| 2019 | 2020 | 2021 |      |      |      |      |      |      |
| ↘452 | ↘439 | ↗548 |      |      |      |      |      |      |

## Состав сельского поселения
| № | Населённый пункт | Тип населённого пункта       | Население |
| - | ---------------- | ---------------------------- | --------- |
| 1 | Выезжее          | село                         | ↘132      |
| 2 | Драгунка         | село, административный центр | ↘446      |